# Disney (cràter)
Disney és un cràter d'impacte en el planeta Mercuri de 113 km de diàmetre. Porta el nom de l'animador estatunidenc Walt Disney (1901-1966), i el seu nom va ser aprovat per la Unió Astronòmica Internacional el 2012.